# Festa del Canada
La Festa del Canada (in inglese Canada Day; in francese: Fête du Canada), in precedenza Dominion Day (in francese: Le Jour de la Confédération), è il giorno di festività nazionale del Canada, fissato dallo statuto federale per celebrare l'anniversario del British North America Act (entrato in vigore il 1º luglio 1867) con il quale vennero unite le colonie britanniche di Nuova Scozia e Nuovo Brunswick e la Provincia del Canada corrispondente a Ontario e Quebec a formare il Dominion del Canada.
Figura chiave e dominante per la formazione e la nascita della nuova nazione fu il politico John A. Macdonald, primo ministro del Canada.